# Мораторій (право)
Морато́рій (лат. moratorius — уповільнює, затримує), мораторіум — право на відстрочку платежу за борговим зобов'язанням, що надають в адміністративному або судовому порядку (на відміну від договірного відстрочення). Розрізняють мораторій спеціальний, який надають у конкретних правовідносинах, і мораторій загальний (генеральний), коли через лиха (війна, криза, епідемія), що спіткали країну, тимчасово припиняють чинні закони про зобов'язання і всім жителям країни відстрочують їхні борги.

## Походження
Звичай надавати боржникам мораторій на оплату боргів з'явився у імператорському Римі — імператор Констанцій I та її наступники відстрочували борги особам, які стояли близько до двору (лат. quinquennale spatium або quinquennale inducise). Граціан, Валентиніан II і Феодосій зіткнулися з традицією, що вже сформувалася, яку намагалися привести в систему. Нарешті, Юстиніан ухвалив, що якщо більшість кредиторів знаходить прохання про відстрочку гідного задоволення, то меншість вважається пов'язаним цим рішенням, при цьому відстрочка не повинна перевищувати 5 років.
Під впливом римського права мораторій з'явився в XIV столітті і в Західній Європі як привілей, який удосталь давався збанкрутілим вельможам. У Середньовіччі виникло навіть ширше поняття індульта, що означало спочатку відстрочку, а потім взагалі всякий привілей. Поступово мораторій набуває характеру правової установи, передбаченої законами країни як однієї з умов проведення процедури неспроможності.

## Загальний мораторій
Застосування загального мораторію не є якоюсь системою, тому для його ілюстрації можна перерахувати лише найвідоміші випадки. Зокрема, після укладання Тільзитського миру 1807 року борги прусських поміщиків було відстрочено більш ніж 10 років. На початку Франко-прусської війни, 13 серпня 1870 року, було оприлюднено закон, яким відстрочено на один місяць право вимоги за всіма грошовими комерційними угодами, укладеним у день видання закону, а право позову боргів з осіб, покликаних на захист Батьківщини, відстрочено до закінчення війни. 16 квітня 1871 відстрочка платежів за векселями була підтверджена радою Паризької комуни.
В 1891 під час фінансової кризи в Португалії був встановлений мораторій в 60 днів для вексельних та інших безперечних боргів. Відомим прикладом загального мораторію були оголошені під час Великої депресії американським Надзвичайним законом про банки 1933 т.р. н. «банківські канікули».

## Спеціальний мораторій

### Франція
Спочатку французькі королі застосовували загальний мораторій. Так, Філіп II Август надав усім боржникам-християнам мораторій щодо їх кредиторів-євреїв, а Людовік IX дав на 3 роки відстрочку всім боржникам, що виступали в хрестовий похід. Але згодом цей захід став застосовуватися і в поодиноких випадках, у вигляді видачі спеціальних королівських грамот (фр. lettres de répit). Зважаючи на породжену внаслідок цього масу зловживань ордонанс 1667 року навів деякий порядок застосування мораторію. Закон про неспроможність 1838 затвердив положення про те, що з моменту офіційного визнання боржника неспроможним зупиняється протягом відсотків за вимогами кредиторів.
Бельгія, що перебуває під впливом французького права, проте зробила два важливі вдосконалення права на мораторій: конкурсний статут 1851 року передбачив відстрочку платежу боргів (фр. sursis des paiements), а закон 1883 допустив можливість обов'язкової для меншості кредиторів мирової угоди в попередження оголошення про неспроможність (фр. concordat préventif).

### Німеччина
У Німеччині правом мораторію (лат. litterae respirationis, rescripta moratoria, нім. Ausstandsbriefe та ін.) розпоряджався імператор та володарські курфюрсти. Довільна роздача мораторію викликала у народі невдоволення, тому імперські статути XVI століття намагаються визначати умови, у яких може бути дано мораторій. Постанови ці були докладно розвинені в прусському судовому статуті 1794 року, за яким мораторій давався тільки судом і лише тим боржникам, які, ставши неспроможними через збіг несприятливих обставин, представлять запоруку в тому, що вони можуть через певний час задовольнити кредитора.

### Україна
Вже Руська правда передбачала надання розстрочки купцю, товар якого постраждає від форс-мажору (води, вогню чи розграбування). Перший російський Статут про банкрути 1800 року передбачав, що з одностайному рішенню всіх кредиторів можлива позасудова угода з боржником про знижку з боргу чи відстрочку у платежі. Відстрочка «для виправлення» могла бути дана також судом за згодою кредиторів.

### Мораторні відсотки
Мораторні відсотки (фр. intérêts moratoires) є однією з форм відшкодування кредитору збитків, завданих за час дії мораторію.